# Scolops graphicus
Scolops graphicus är en insektsart som beskrevs av Ball 1930. Scolops graphicus ingår i släktet Scolops och familjen Dictyopharidae. Inga underarter finns listade i Catalogue of Life.